# Otovice (Řehlovice)

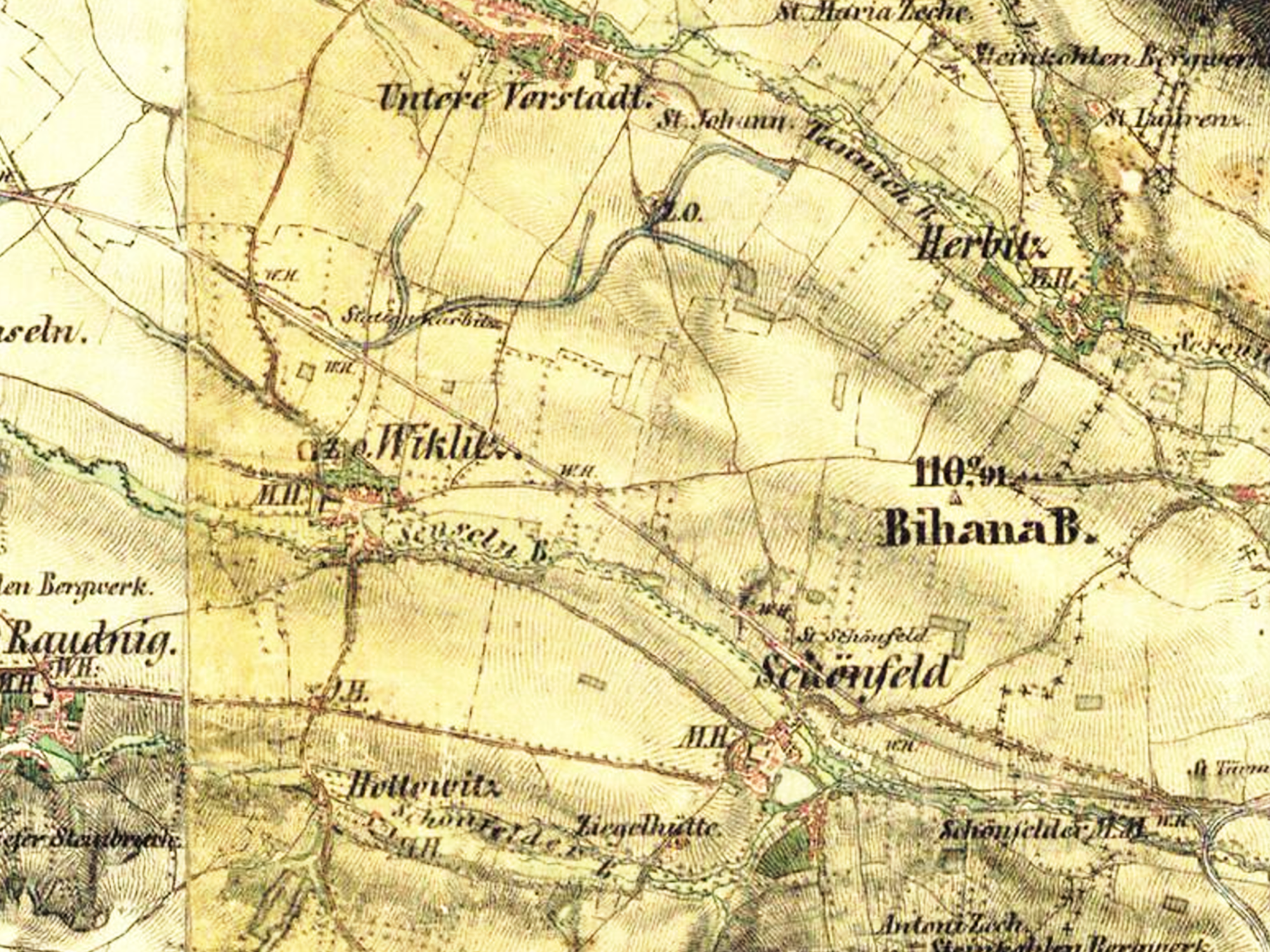
Otovice (Hottowitz) auf einer Karte aus dem 19. Jahrhundert

Otovice (deutsch: Hottowitz) war eine Siedlung der Gemeinde Lochočice. Sie befand sich auf einer Meereshöhe von 187 m über Adria im Okres Ústí nad Labem (Tschechien). 1979 wurde sie wegen des fortschreitenden Kohleabbaus im Nordböhmischen Becken abgerissen. Vor diesem Zeitpunkt bestand sie aus 19 Häusern, in denen 83 Menschen wohnten.

## Geschichte
1334 schenkte der Prager Bischof Johann IV. von Dražice „villam Hottouiczy“ dem Kloster Raudnitz. Im Tausch gegen andere Dörfer erhielt er es kurze Zeit später wieder zurück. Die Gemeinde kam zur Herrschaft der Geiersburg. 1522 erwarb Hottowitz Johann Glatz von Althof (Starý Dvůr), der seinen Sitz in einem inzwischen untergegangenen Ortsteil von Graupen hatte. Die nächsten Besitzer waren ab 1579 Johann und Georg von Ocelovice. Hottowitz wurde Verwaltungszentrum ihrer Herrschaft, zu der auch Lochočice, Tuchomyšl, Habří, Rabenov, Vyklice und Ebersdorf gehörten. 
Anfang des 17. Jahrhunderts baute der Sohn des Friedrich Hora im Ort eine Festung auf. Nach der Schlacht am Weißen Berge verlor er 1623 wegen seiner Teilnahme am Ständeaufstand ein Drittel seines Vermögens. Die restlichen zwei Drittel musste er an Peter Heinrich von Strahlendorf und Kulm verkaufen. Das Dorf kam zur Herrschaft Kulm. Die Festung wurde 1661 verlassen und diente nur noch als Scheune. Um 1740 wurde in der Umgebung mit dem Kohleabbau begonnen. Im Juni 1757 wurde Hottowitz vor der Schlacht von Kolín von preußischer Armee besetzt.